# Världsmästerskapet i ishockey för herrar 2013

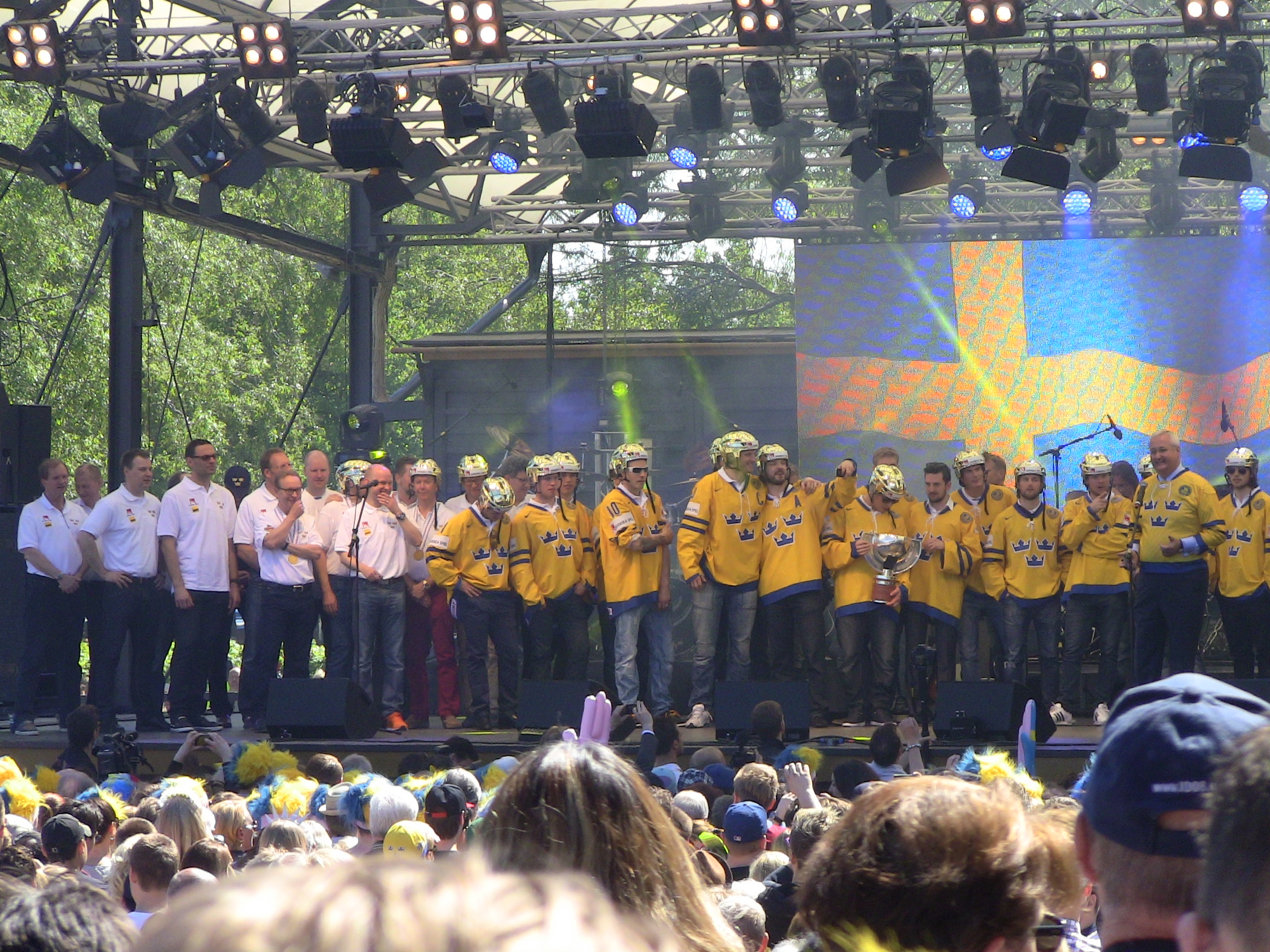
Sveriges landslag på scen i Kungsträdgården den 20 maj efter segern i hockey-VM 2013.

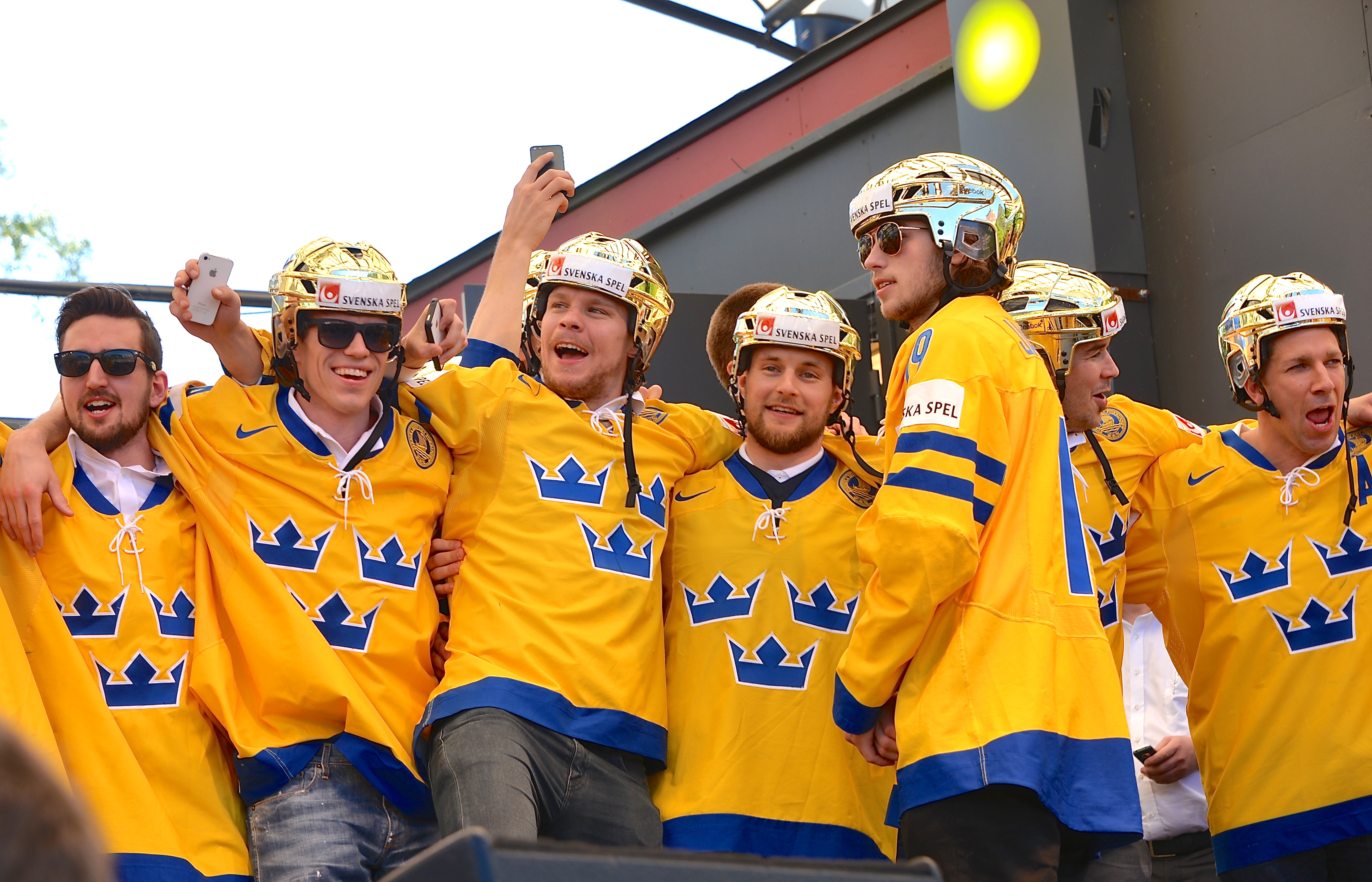
Det svenska guldlaget i Kungsträdgården i Stockholm den 20 maj efter segern i hockey-VM 2013.

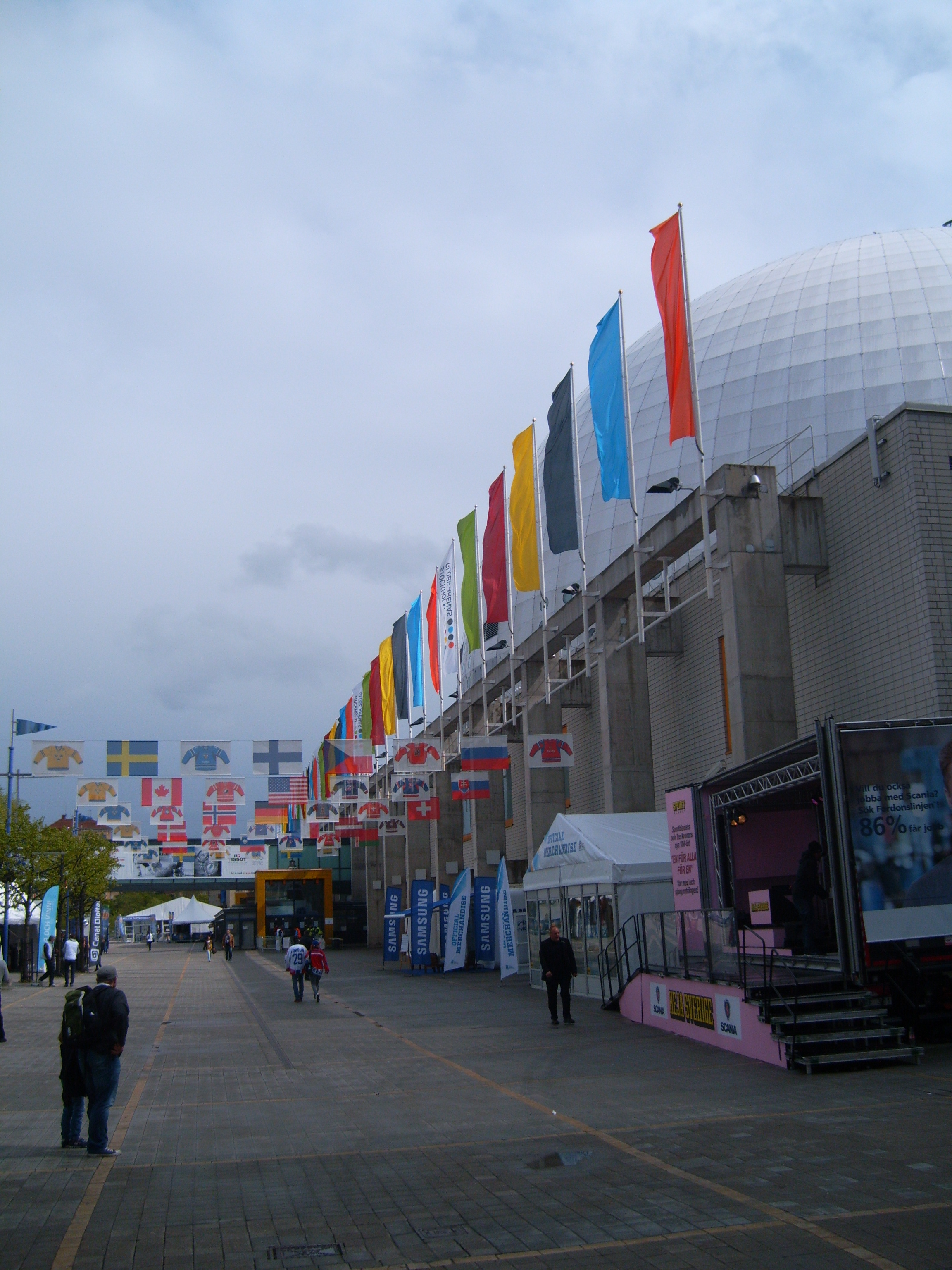
Globen under ishockey-VM.

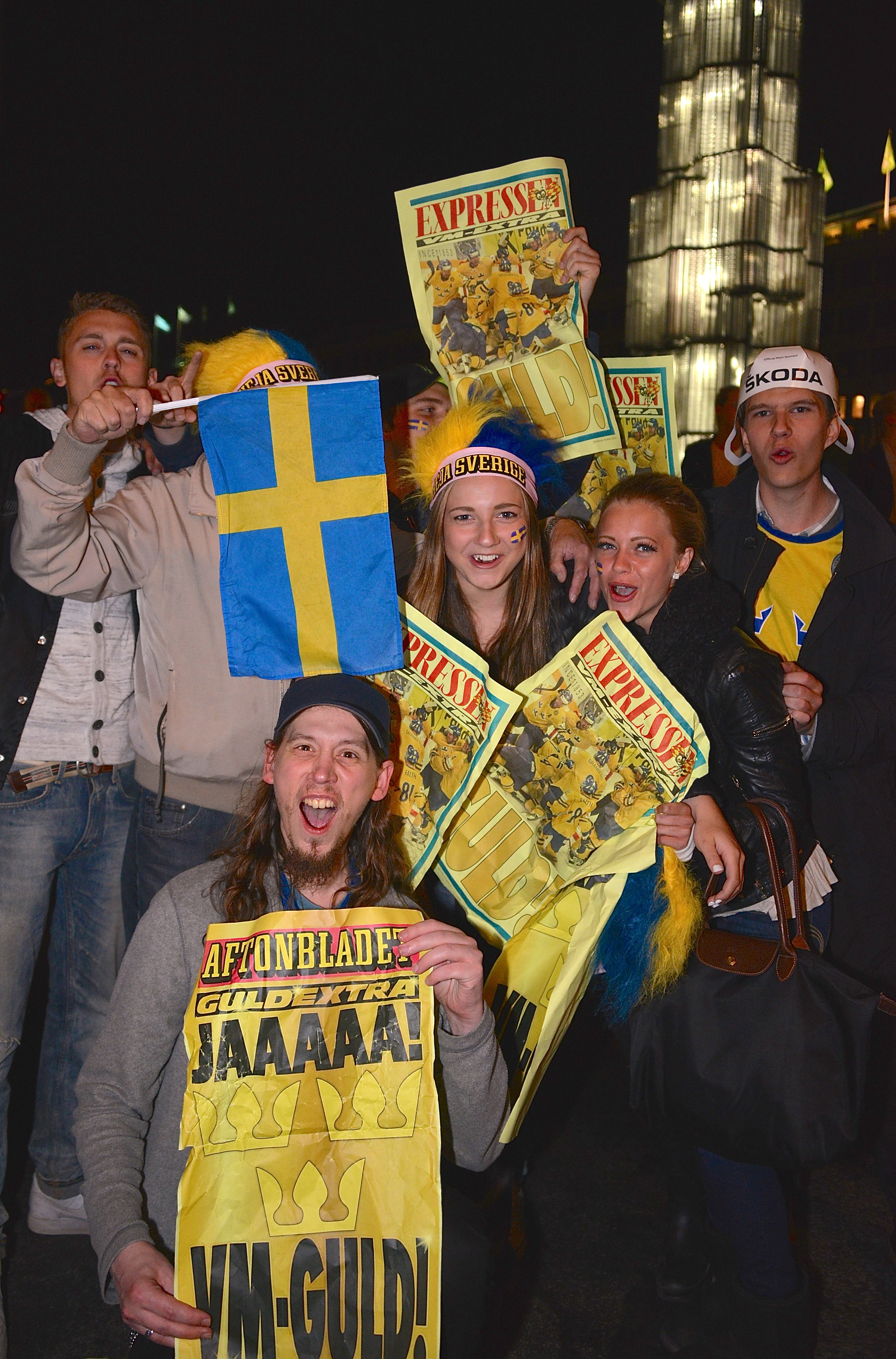
Glada supporters firar Sveriges VM-guld i ishockey på Sergels torg i Stockholm den 19 maj 2013.

VM i ishockey 2013 spelades i Stockholm och Helsingfors under perioden 3–19 maj 2013 och var den 77:e VM-turneringen för herrar arrangerad av Internationella ishockeyförbundet (IIHF).
Segrande nation blev Sverige, som i finalen besegrade Schweiz med 5–1. Finalen spelades i Globen, Stockholm. Det var första gången i ishockey-VM:s historia som Sverige tog guld på hemmaplan. Detta var dessutom första gången sedan 1986 som en nation vann en VM-turnering på hemmaplan, då Sovjetunionens ishockeylandslag vann VM i ishockey 1986 i Moskva. Det svenska laget inledde turneringen ganska dåligt men lyckades få ett otroligt kollektivt uppsving när Sedin-bröderna gick med i laget efter att Vancouver Canucks hade besegrats i Stanley Cup-slutspelet.  Schweiz gick obesegrade genom turneringen fram till finalen, de slutade som etta i sin grupp (före Kanada och Sverige) och erövrade sin andra silvermedalj i VM-historien (lagets första medalj sedan 1953).
Beslutet om värdland togs av det internationella ishockeyförbundet på ett möte i Vancouver den 21 september 2007. I maj 2009 beslutades att den grupp som Finland tillhör, samt två kvartsfinaler, skulle spelas i Finland..
Matcherna spelades i Globen och Hartwall Arena. Matchorter som diskuterats har varit Åbo, men konstruktionen av den planerade arenan har där dragit ut på tiden, och Malmö, som ströks när värdskapet kom att delas mellan Sverige och Finland.
VM i de lägre divisionerna avgjordes i olika perioder under april 2013:
- Division I, grupp A i Budapest, Ungern under perioden 14–20 april 2013.
- Division I, grupp B i Donetsk, Ukraina under perioden 14–20 april 2013.[9]
- Division II, grupp A i Zagreb, Kroatien under perioden 14–20 april 2013.[9]
- Division II, grupp B i İzmit, Turkiet under perioden 21–27 april 2013.
- Division III i Kapstaden, Sydafrika under perioden 15–21 april 2013.
- Kval till Division III i Abu Dhabi, Förenade Arabemiraten under perioden 14-17 oktober 2012.

## Slutställning
| VM 2013 | VM 2013     |
| ------- | ----------- |
| 1       | Sverige     |
| 2       | Schweiz     |
| 3       | USA         |
| 4       | Finland     |
| 5       | Kanada      |
| 6       | Ryssland    |
| 7       | Tjeckien    |
| 8       | Slovakien   |
| 9       | Tyskland    |
| 10      | Norge       |
| 11      | Lettland    |
| 12      | Danmark     |
| 13      | Frankrike   |
| 14      | Vitryssland |
| 15      | Österrike   |
| 16      | Slovenien   |

| Division I A | Division I A   |
| ------------ | -------------- |
| 17           | Kazakstan      |
| 18           | Italien        |
| 19           | Ungern         |
| 20           | Japan          |
| 21           | Sydkorea       |
| 22           | Storbritannien |

| Division I B | Division I B  |
| ------------ | ------------- |
| 23           | Ukraina       |
| 24           | Polen         |
| 25           | Nederländerna |
| 26           | Rumänien      |
| 27           | Litauen       |
| 28           | Estland       |

| Division II A | Division II A |
| ------------- | ------------- |
| 29            | Kroatien      |
| 30            | Belgien       |
| 31            | Island        |
| 32            | Australien    |
| 33            | Serbien       |
| 34            | Spanien       |

| Division II B | Division II B |
| ------------- | ------------- |
| 35            | Israel        |
| 36            | Nya Zeeland   |
| 37            | Mexiko        |
| 38            | Kina          |
| 39            | Turkiet       |
| 40            | Bulgarien     |

| Division III | Division III          |
| ------------ | --------------------- |
| 41           | Sydafrika             |
| 42           | Nordkorea             |
| 43           | Luxemburg             |
| 44           | Irland                |
| 45           | Grekland              |
| 46           | Förenade arabemiraten |

## Toppdivisionen

### Omröstningen
Vid Internationella ishockeyförbundets kongress 2007 röstades Sverige fram som arrangör av 2013 års mästerskap före Vitryssland, Ungern och Tjeckien efter att Lettland dragit tillbaka sin kandidatur för att istället stödja Sveriges ansökan. 70 av 96 medlemmar röstade på Sverige. Under samma kongress röstades Finland fram som arrangör av 2012 års mästerskap men vid 2009 års kongress bestämdes istället att Sverige och Finland skulle dela på värdskapet för 2012 och 2013 års turneringar.
| Land        | Röster |
| ----------- | ------ |
| Sverige     | 70     |
| Vitryssland | 15     |
| Ungern      | 8      |
| Tjeckien    | 3      |

### Deltagande lag
Följande sexton lag, fjorton från Europa och två från Nordamerika, var kvalificerade för spel i VM.
| Europa - Slovenien^ - Vitryssland*- - Tjeckien* - Danmark* - Finland† - Frankrike* - Tyskland* - Österrike^ | - Lettland* - Norge* - Ryssland* - Slovakien* - Sverige† - Schweiz* Nordamerika - Kanada* - USA* |  |

* = Automatiskt kvalificerade lag genom att placera sig bland de 14 första lagen i VM i ishockey 2012
^ = Kvalificerade genom att placera sig etta och tvåa i Division I Grupp A vid VM i ishockey 2012
† = Värdnationer och automatiskt kvalificerade
- = Vitryssland kan inte åka ur högsta divisionen vid händelse av att komma sist i sin grupp, eftersom Vitryssland arrangerar VM i ishockey 2014

### Gruppindelning
Siffrorna inom parentes anger lagens placering på IIHF:s världsrankinglista 2012. Grupp S spelades i Stockholm medan grupp H spelades i Helsingfors.
| Grupp S          |
| ---------------- |
| Tjeckien (3)     |
| Sverige (4)      |
| Kanada (5)       |
| Norge (8)        |
| Schweiz (9)      |
| Danmark (12)     |
| Vitryssland (13) |
| Slovenien (18)   |

| Grupp H        |
| -------------- |
| Ryssland (1)   |
| Finland (2)    |
| Slovakien (6)  |
| USA (7)        |
| Tyskland (10)  |
| Lettland (11)  |
| Frankrike (14) |
| Österrike (15) |

### Spelorter
Första omgångens gruppspel är uppdelat på två orter där Globen i Stockholm är spelplats för grupp S och Hartwall Arena i Helsingfors är spelplats för lagen i grupp H.
Slutspelet avgörs i kvartsfinal, semifinal och final. Två kvartsfinaler skall spelas i Hartwall Arena och resten av slutspelet i Globen.
|  | Globen i Stockholm. Publikkapacitet 13 850.           |
|  | Hartwall Arena i Helsingfors. Publikkapacitet 13 464. |

### Symboler

#### Maskot

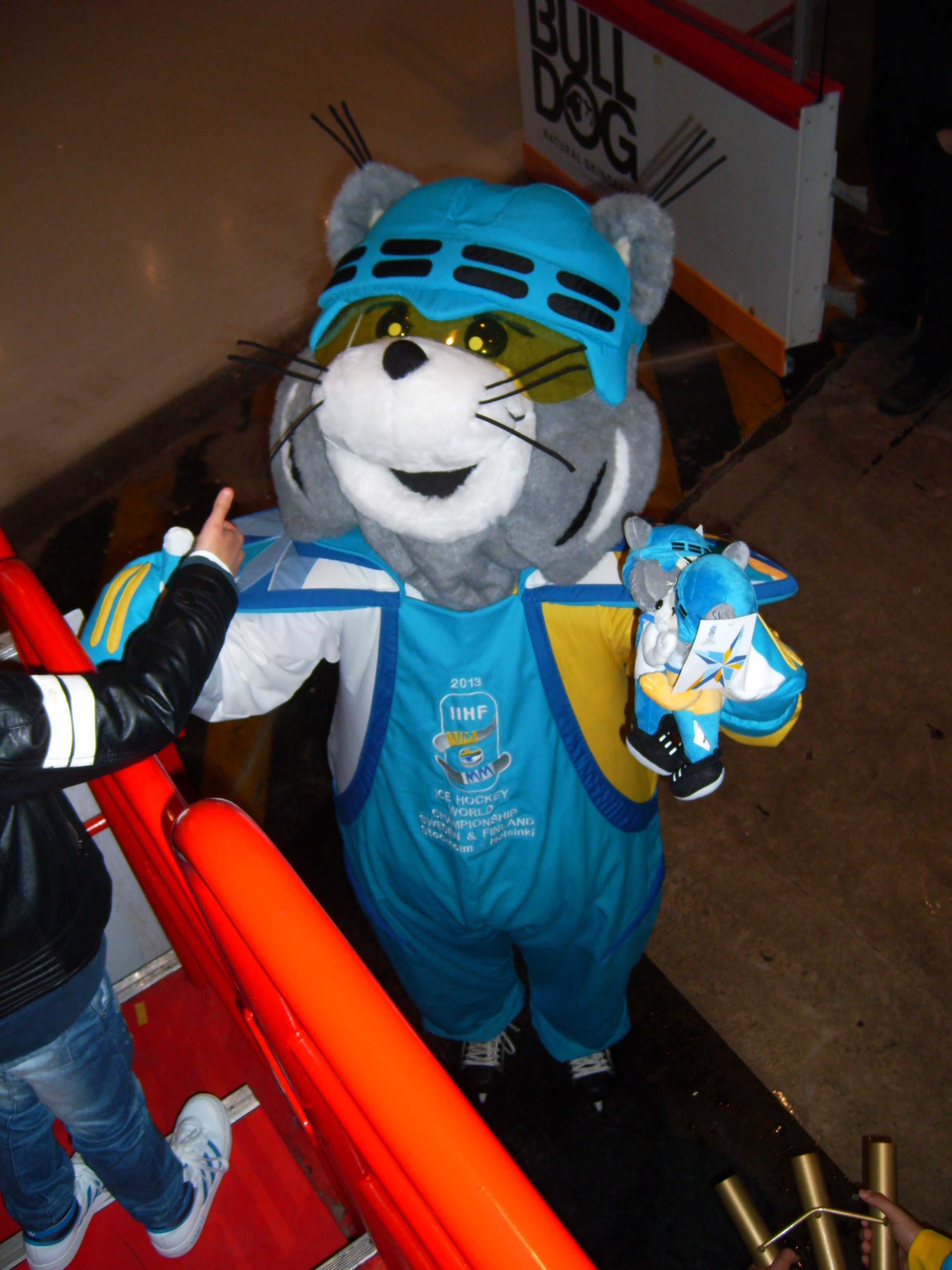
Icy

Turneringens maskot är ett lodjur som döpts till Icy.

### Spelartrupper
Varje spelartrupp inför VM i ishockey ska innehålla minst femton utespelare samt två målvakter, eller maximalt tjugotvå utespelare och tre målvakter.  Alla sexton deltagande nationslag ska via sina respektive ishockeyförbund presentera sina laguppställningar innan VM organisationens första möte.

### Slutresultat och statistik
|  | Lag som degraderas till Division I A inför VM 2014. |

#### Utmärkelser
Bästa spelare utvalda av turneringsdirektoratet:
- Målvakt:  Jhonas Enroth
- Försvarsspelare:  Roman Josi
- Forward:  Petri Kontiola

Medias All-Star Team:
- Målvakt:  Jhonas Enroth
- Försvarsspelare:  Roman Josi,  Julien Vauclair
- Forwards:  Petri Kontiola,  Paul Stastny,  Henrik Sedin
- Mest värdefulla spelare:  Roman Josi

#### Skytteliga
Listan visar topp tio i skytteligan rankade efter antal poäng, och därefter antal gjorda mål.
| Spelare            | SM | M | A  | Pts | +/− | PIM | POS |
| ------------------ | -- | - | -- | --- | --- | --- | --- |
| Petri Kontiola     | 10 | 8 | 8  | 16  | +6  | 8   | F   |
| Paul Stastny       | 10 | 7 | 8  | 15  | +7  | 6   | F   |
| Craig Smith        | 10 | 4 | 10 | 14  | +5  | 18  | F   |
| Ilja Kovaltjuk     | 8  | 8 | 5  | 13  | +5  | 29  | F   |
| Steven Stamkos     | 8  | 7 | 5  | 12  | +6  | 6   | F   |
| Juhamatti Aaltonen | 10 | 4 | 7  | 11  | +3  | 4   | F   |
| Aleksandr Radulov  | 8  | 5 | 5  | 10  | +4  | 4   | F   |
| Loui Eriksson      | 10 | 5 | 5  | 10  | +4  | 0   | F   |
| Henrik Sedin       | 4  | 4 | 5  | 9   | +4  | 2   | F   |
| Roman Josi         | 10 | 4 | 5  | 9   | +2  | 4   | D   |

SM = Spelade matcher; M = Mål; A = Assists; Pts = Pooäng; +/− = Plus/minus-statistik; PIM = Utvisningsminuter; POS = Position

Källa: IIHF.com

#### Målvaktsliga
Lista över de fem topprankade målvakterna, baserat på räddningsprocent, och vilka som spelat minst 40% av lagets speltid.
| Spelare        | TOI    | GA | GAA  | SA  | Sv%   | SO |
| -------------- | ------ | -- | ---- | --- | ----- | -- |
| Jhonas Enroth  | 418:29 | 8  | 1.15 | 183 | 95.63 | 2  |
| John Gibson    | 308:00 | 8  | 1.56 | 164 | 95.12 | 1  |
| Mike Smith     | 255:00 | 7  | 1.65 | 126 | 94.44 | 1  |
| Rob Zepp       | 302:05 | 9  | 1.79 | 153 | 94.12 | 2  |
| Ondřej Pavelec | 296:36 | 7  | 1.42 | 112 | 93.75 | 1  |

TOI = Spelade minuter (minuter:sekunder); SA = Skott på mål; GA = Insläppta mål; GAA = Insläppta mål i snitt; Sv% = Räddningsprocent; SO = Straffar

Källa: IIHF.com

#### Medaljörer
| Världsmästare Sverige | Dick Axelsson, Nicklas Danielsson, Alexander Edler, Jhonas Enroth, Jimmie Ericsson, Loui Eriksson, Elias Fälth, Johan Fransson, Petter Granberg, Erik Gustafsson, Johan Gustafsson, Simon Hjalmarsson, Andreas Jämtin, Calle Järnkrok, Staffan Kronwall, Gabriel Landeskog, Oscar Lindberg, Joel Lundqvist, Jacob Markström, Niklas Persson, Fredrik Pettersson, Daniel Sedin, Henrik Sedin, Henrik Tallinder, Martin Thörnberg Förbundskapten: Pär Mårts Assisterande tränare: Rikard Grönborg, Stefan Ladhe, Peter Popovic |

| Silver Schweiz | Andres Ambühl, Reto Berra, Matthias Bieber, Severin Blindenbacher, Eric Blum, Simon Bodenmann, Luca Cunti, Raphael Diaz, Philippe Furrer, Ryan Gardner, Martin Gerber, Robin Grossmann, Patrick von Gunten, Denis Hollenstein, Roman Josi, Thibaut Monnet, Simon Moser, Nino Niederreiter, Martin Plüss, Mathias Seger, Reto Suri, Morris Trachsler, Julien Vauclair, Julian Walker Chefstränare: Sean Simpson Assisterande tränare: Patrick Fischer, Colin Mueller |

| Brons USA | Ben Bishop, Nick Bjugstad, Bobby Butler, Chris Butler, Matthew Carle, Ryan Carter, Justin Faulk, Alex Galchenyuk, John Gibson, Stephen Gionta, Cal Heeter, Matt Hunwick, Erik Johnson, Danny Kristo, Drew LeBlanc, Jamie McBain, David Moss, T. J. Oshie, Aaron Palushaj, Jeff Petry, Craig Smith, Tim Stapleton, Paul Stastny, Nate Thompson, Jacob Trouba Chefstränare: Joe Sacco Assisterande tränare: Tim Army, Phil Housley |

## Division I

### Division I A
VM 2013 Division I Grupp A avgjordes i Budapest, Ungern, mellan 14 och 20 april 2013. Ettan och tvåan i gruppen flyttas upp till toppdivisionen till VM 2014. Laget som slutar sist flyttas den till Division I B inför VM 2014. Deltagande lag var:
- Italien (16) — Flyttas upp till toppdivisionen inför VM 2014
- Kazakstan (17) — Flyttas upp till toppdivisionen inför VM 2014
- Ungern (19)
- Storbritannien (21) — Flyttas ned till Division I Grupp B inför VM 2014
- Japan (22)
- Sydkorea (28)

Siffrorna inom parentes anger lagets placering på IIHF:s världsrankinglista 2012.

#### Resultat
| Lag            | S | V | ÖV | ÖF | F | GM | IM | MS  | P  |
| -------------- | - | - | -- | -- | - | -- | -- | --- | -- |
| Kazakstan      | 5 | 4 | 0  | 0  | 1 | 18 | 6  | +12 | 12 |
| Italien        | 5 | 4 | 0  | 0  | 1 | 15 | 6  | +9  | 12 |
| Ungern         | 5 | 3 | 0  | 1  | 1 | 12 | 10 | +2  | 10 |
| Japan          | 5 | 2 | 0  | 0  | 3 | 13 | 16 | −3  | 6  |
| Sydkorea       | 5 | 1 | 1  | 0  | 3 | 16 | 19 | −3  | 5  |
| Storbritannien | 5 | 0 | 0  | 0  | 5 | 5  | 22 | −17 | 0  |

|  | Lag som kvalificerar sig till toppdivisionen VM 2014. |
|  | Lag som flyttas ned till Division I B inför VM 2014.  |

### Division I B
VM 2013 Division I Grupp B avgjordes i Donetsk, Ukraina, mellan 14 och 20 april 2013. Vinnande lag flyttas upp till Division I A inför VM 2014. Laget som slutar sist flyttas ned till Division II A. Deltagande lag var:
- Ukraina (20) — Flyttas upp till Division I Grupp A inför VM 2014
- Polen (23)
- Nederländerna (24)
- Litauen (25)
- Estland (26) — Flyttas ned till Division II Grupp A inför VM 2014
- Rumänien (27)

Siffrorna inom parentes anger lagets placering på IIHF:s världsrankinglista 2012.

#### Resultat
| Lag           | S | V | ÖV | ÖF | F | GM | IM | MS  | P  |
| ------------- | - | - | -- | -- | - | -- | -- | --- | -- |
| Ukraina       | 5 | 4 | 1  | 0  | 0 | 30 | 7  | +23 | 14 |
| Polen         | 5 | 4 | 0  | 0  | 1 | 22 | 9  | +13 | 12 |
| Nederländerna | 5 | 3 | 0  | 1  | 1 | 19 | 15 | +4  | 10 |
| Rumänien      | 5 | 2 | 0  | 0  | 3 | 12 | 24 | −12 | 6  |
| Litauen       | 5 | 1 | 0  | 0  | 4 | 16 | 22 | −6  | 3  |
| Estland       | 5 | 0 | 0  | 0  | 5 | 14 | 36 | −22 | 0  |

|  | Lag som kvalificerar sig till Division I A VM 2014.   |
|  | Lag som flyttas ned till Division II A inför VM 2014. |

## Division II

### Division II A
VM 2013 Division II Grupp A avgjordes i Zagreb, Kroatien, mellan 14 och 20 april 2013. Deltagande lag var:
- Spanien (29) — Flyttas ned till Division II Grupp B inför VM 2014
- Kroatien (30) — Flyttas upp till Division I Grupp B inför VM 2014
- Serbien (31)
- Australien (32)
- Island (35)
- Belgien (36)

Siffrorna inom parentes anger lagets placering på IIHF:s världsrankinglista 2012.

#### Resultat
| Lag        | S | V | ÖV | ÖF | F | GM | IM | MS  | P  |
| ---------- | - | - | -- | -- | - | -- | -- | --- | -- |
| Kroatien   | 5 | 5 | 0  | 0  | 0 | 27 | 8  | +19 | 15 |
| Belgien    | 5 | 3 | 0  | 0  | 2 | 15 | 13 | +2  | 9  |
| Island     | 5 | 2 | 1  | 0  | 2 | 16 | 16 | 0   | 8  |
| Australien | 5 | 2 | 0  | 1  | 2 | 13 | 13 | 0   | 7  |
| Serbien    | 5 | 2 | 0  | 0  | 3 | 14 | 21 | −7  | 6  |
| Spanien    | 5 | 0 | 0  | 0  | 5 | 12 | 26 | −14 | 0  |

|  | Lag som kvalificerar sig till Division I B inför VM 2014. |
|  | Lag som flyttas ned till Division II B inför VM 2014.     |

### Division II B
Division II Grupp B spelades i Izmit, Turkiet, mellan  21 och 27 april 2013. Deltagande lag var:
- Bulgarien (33) — Flyttas ned till Division III inför VM 2014
- Mexiko (34)
- Nya Zeeland (37)
- Kina (38)
- Turkiet (39)
- Israel (40) — Flyttas upp till Division II Grupp A inför VM 2014

Siffrorna inom parentes anger lagets placering på IIHF:s världsrankinglista 2012.

#### Resultat
| Lag         | S | V | ÖV | ÖF | F | GM | IM | MS  | P  |
| ----------- | - | - | -- | -- | - | -- | -- | --- | -- |
| Israel      | 5 | 4 | 0  | 0  | 1 | 30 | 14 | +16 | 12 |
| Nya Zeeland | 5 | 4 | 0  | 0  | 1 | 24 | 16 | +8  | 12 |
| Mexiko      | 5 | 3 | 1  | 0  | 1 | 25 | 18 | +7  | 11 |
| Kina        | 5 | 2 | 0  | 0  | 3 | 20 | 25 | −5  | 6  |
| Turkiet     | 5 | 1 | 0  | 0  | 4 | 16 | 19 | −3  | 3  |
| Bulgarien   | 5 | 0 | 0  | 1  | 4 | 23 | 46 | −23 | 1  |

|  | Lag som kvalificerar sig till Division II A inför VM 2014. |
|  | Lag som flyttas ned till Division III inför VM 2014.       |

## Division III
| Lag                   | S | V | ÖV | ÖF | F | GM | IM | MS  | P  |
| --------------------- | - | - | -- | -- | - | -- | -- | --- | -- |
| Sydafrika             | 5 | 5 | 0  | 0  | 0 | 39 | 8  | +31 | 15 |
| Nordkorea             | 5 | 4 | 0  | 0  | 1 | 20 | 11 | +9  | 12 |
| Luxemburg             | 5 | 3 | 0  | 0  | 2 | 20 | 13 | +7  | 9  |
| Irland                | 5 | 2 | 0  | 0  | 3 | 18 | 20 | −2  | 6  |
| Grekland              | 5 | 1 | 0  | 0  | 4 | 11 | 27 | −16 | 3  |
| Förenade arabemiraten | 5 | 0 | 0  | 0  | 5 | 10 | 39 | −29 | 0  |

|  | Lag som kvalificerar sig till Division II B inför VM 2014.         |
|  | Lag som flyttas ned till kvalspel till Division III inför VM 2014. |

## Kval till Division III
| Lag                   | S | V | ÖV | ÖF | F | GM | IM | MS  | P |
| --------------------- | - | - | -- | -- | - | -- | -- | --- | - |
| Förenade arabemiraten | 3 | 3 | 0  | 0  | 0 | 14 | 3  | +11 | 9 |
| Grekland              | 3 | 2 | 0  | 0  | 1 | 18 | 4  | +14 | 6 |
| Mongoliet             | 3 | 1 | 0  | 0  | 2 | 10 | 8  | +2  | 3 |
| Georgien              | 3 | 0 | 0  | 0  | 3 | 1  | 28 | −27 | 0 |

| Uppflyttat till Division III |